# Real Escuela Superior de Arte Dramático
La Real Escuela Superior de Arte Dramático (RESAD) es una institución pública de enseñanzas artísticas superiores teatrales situada en Madrid, España. Se inauguró en 1831 y es actualmente una de las escuelas de arte dramático más antiguas y más importantes del mundo.[cita requerida] Su director desde julio de 2017 es Pablo Iglesias Simón.

## Historia
La Real Escuela Superior de Arte Dramático fue creada en 1831 impulsada por la reina María Cristina de Borbón, esposa de Fernando VII. En el momento de su creación fue llamada «Real Conservatorio de Música y Declamación». María Cristina estaba muy interesada por la música y el teatro lírico. Anteriormente, en 1830, ella ya había formado un conservatorio de música bajo la dirección de Francesco Piermarini, tenor italiano. Trataba de poner fin al penoso estado en que se hallaba el país respecto a formación cultural. Al darse cuenta de la casi exclusividad de lo italiano, que dejaba de lado el verso español, amplía el Conservatorio con la Escuela Nacional de Declamación.
Previamente, el actor Isidoro Máiquez (1768-1820) había denunciado el panorama actual y expuesto la necesidad de una formación teatral. Esta mentalidad estaba muy influenciada por Talma, el gran renovador de la Comédie Française. Sus ideas serían tomadas en cuenta por los asesores reales, aunque teniendo algunos detractores.

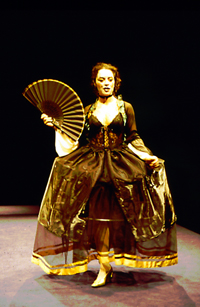
Representación en la RESAD.

En un principio, el Conservatorio de Música y Declamación se situó en el palacio del Marqués de Revillagigedo en la calle de Isabel la Católica. Contaba con las siguientes asignaturas: Declamación, Literatura y Primeras Letras, Religión, Esgrima, Música y Lenguas. Los primeros maestros eran compañeros de Máiquez: Joaquín Caprara, Carlos Latorre y José García Luna. Estos dos últimos recibieron el título de «Don», algo poco usual entre actores y cómicos. Julián Romea, discípulo de Don Carlos Latorre, destacará en la escuela a mediados del siglo XIX.
En 1850, poco después de la inauguración del Teatro Real con La favorita, de Donizetti, se decide que el Conservatorio se sitúe en la parte posterior del teatro en un amplio salón de baile. Diecisiete años después, tras un incendio durante un ensayo, el teatro se ve obligado a cerrar durante un mes. Tras la Revolución de 1868, que destrona a Isabel II, es nombrado director provisional del Conservatorio Baltasar Saldoni. Seis meses después le sucede Emilio Arrieta. En ese momento los presupuestos son muy reducidos como el número de docentes, doce. Poco a poco, Arrieta consigue ir normalizando la situación hasta lograr cuarenta profesores docentes. Entre ellos José Valero, Teodoro Lamadrid y Matilde Díez.
En 1911 se proclama el reglamento del Real Conservatorio de Música y Declamación. Se establece dentro de los estudios de teatro las enseñanzas oficiales de Declamación Práctica, Indumentaria, Historia de la Literatura Dramática, Esgrima y Solfeo. Este reglamento permanece hasta la Segunda República.
En junio de 1924 el arquitecto del Teatro Real avisa que el edificio está a punto de caerse. En octubre de 1925 aparece una gran grieta que rompe la instalación del agua, siendo necesario el desalojo. Su nueva situación será el Teatro de la Princesa que, tras la muerte de María Guerrero y Fernando Díaz de Mendoza, se convierte en el Teatro Nacional María Guerrero. Más tarde el Conservatorio se trasladó al palacio del banquero Bauer, en la calle San Bernardo.
Tras ser proclamada la Segunda República, el 14 de abril de 1931, el Conservatorio se pasa a llamar Conservatorio Nacional de Música y Declamación. Acabada la Guerra Civil se restaura el antiguo nombre y entra un nuevo profesor por méritos en la guerra, Fernando Fernández de Córdoba. Asimismo están dando clase Ricardo Calvo y Guillermo Marín.
El 11 de marzo de 1952 la sección de Declamación del Conservatorio pasa a llamarse Real Escuela Superior de Arte Dramático. Guillermo Díaz-Plaja, profesor de Historia de la Literatura Dramática se convierte en director de la Escuela. En 1966 se traslada de nuevo al Teatro Real, siendo reformada en 1967, siguiendo las nuevas líneas de Díaz-Plaja. En 1966 se impartían en tres años las materias de Dicción y Lectura Expresiva, Mimodrama, Interpretación, Prácticas Escénicas, Historia del Teatro, Historia del Traje, Ambientación Escénica, Cultura Dramática, Historia de la Cultura, Psicología del Gesto, Caracterización, Historia de la Interpretación, Prácticas de Acomodación Interpretativa las Técnicas de la Televisión y Radio. Al crecer tanto los estudios de Danza se crean estudios especiales para ello. Así la Escuela se reestructura y pasa a denominarse Real Escuela Superior de Arte Dramático y Danza.
Desde 1966 hasta 1990 la sede permanece junto al Conservatorio Superior de Música en el Teatro Real. Cuando el Ministerio de Cultura decide remodelar, se establece como lugar provisional de la escuela un colegio municipal en la calle Requena, en la Plaza de Oriente. Se llegó a planear el proyecto de un edificio para la RESAD en un solar en Avenida de Nazaret, cerca del Retiro. En el traslado a Requena la sección de danza se escinde, la actual Escuela Profesional de Danza. Por tanto se vuelve a llamar Real Escuela Superior de Arte Dramático.

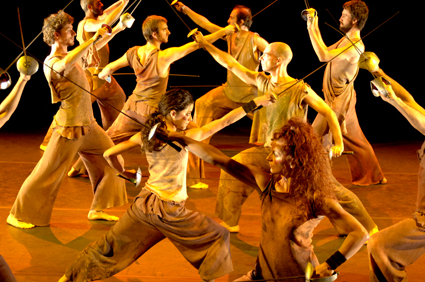
Tierra en armas (2006).

El 3 de octubre de 1990 se aprueba la Ley Orgánica de Ordenación General del Sistema Educativo (LOGSE) donde se especifica que los estudios de arte dramático pasan a ser estudios de rango universitario, primero equivalentes a diplomatura y, más tarde, equivalentes a licenciatura. Los reales decretos de 26 de junio y 1 de agosto de 1992 establecen normas y el currículo de las enseñanzas de Arte Dramático.
el 
El 16 de marzo de 1998 se inaugura su sede actual en Avenida de Nazaret, con la presencia de la infanta Cristina. El edificio es obra de los arquitectos Manuel Briñas Coronado y Fernando Romero Domínguez. 
En 1998, el catedrático de Dramaturgia Ricardo Doménech fundó la revista de investigación teatral Acotaciones, dirigida hasta julio del año 2010 por el dramaturgo y profesor de Teoría Teatral Pedro Víllora, y posteriormente por Fernando Doménech y la profesora de Dirección de Escena Ana Contreras

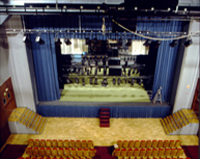
Teatro de la RESAD.

## Planes de estudios
La RESAD otorga títulos oficiales de grado en enseñanzas artísticas, de cuatro cursos de duración, en las especialidades de Dirección de Escena y Dramaturgia, Escenografía e Interpretación.
A su vez la especialidad de Interpretación está divida en tres recorridos: Interpretación Textual, Interpretación Gestual e Interpretación Musical. Asimismo la especialidad de Dirección de Escena y Dramaturgia, se subdivide en Dirección de Escena, por un lado, y Dramaturgia, por otro, más orientada a la escritura teatral.